# Ида (Вологодская область)
Ида — посёлок в Вологодской области России, на одноимённой реке.
В рамках организации местного самоуправления входит в Миньковское сельское поселение Бабушкинского муниципального района, в рамках административно-территориального устройства относится к Идскому сельсовету Грязовецкого района. С 2006 до 2015 года посёлок был административным центром Идского сельского поселения Бабушкинского муниципального района.

## История
Посёлок Ида был построен во второй половине 1960-х годов при развитии Монзенского леспромхоза и Монзенской железной дороги. В посёлке располагался опорный центр лесозаготовок леспромхоза.
Посёлок стал относиться к Грязовецкому району, поскольку там располагалось управление леспромхоза.

## Население
| 2010 |
| ---- |
| 473  |

Население по данным переписи 2002 года — 759 человек (360 мужчин, 399 женщин). Преобладающая национальность — русские (99 %). Население посёлка в 2004 году — 840 человек.

## Транспорт и связь
В посёлке расположена одноимённая станция «ведомственной» Монзенской железной дороги. По железной дороге осуществляются пассажирские перевозки, но железная дорога и подвижной состав находятся в плохом состоянии. Расстояние до Вохтоги по железной дороге — 154 км.
С районным центром селом имени Бабушкина Ида связана автомобильной дорогой длиной около 60 км с грунтовым покрытием, автобусного сообщения на дороге нет. В октябре 2009 года была сдана в эксплуатацию новая дорога Ида — село имени Бабушкина с песчаногравийным покрытием. По ней расстояние до райцентра составляет около 100 км, так как дорога проложена не напрямую, а через другие лесные посёлки.
В посёлке установлена базовая станция сотовой связи сети МТС, доступен беспроводной интернет в стандарте 3G. Также выход в интернет есть в школе. В посёлке расположено почтовое отделение, относящееся к Грязовецкому почтамту.

## Экономика
С момента возникновения посёлка в нём работал лесопункт Монзеского леспромхоза. Летом 1988 года из Идского и близлежащих лесопунктов был создан Идский леспромхоз, но он просуществовал недолго и был расформирован.
Банкротство леспромхоза (ПЛО «Монзалес») в 2005 году оставило многих жителей посёлка без работы. В 2008 году лесозаготовками занимались всего несколько местных жителей. Сельскохозяйственных предприятий на Иде никогда не было. В настоящий момент экономика посёлка находится в руках нескольких предпринимателей, работающих преимущественно в лесной промышленности.
В посёлке расположена Идская средняя общеобразовательная школа, детский сад, больница, клуб, магазин, кирпичное здание вокзала, два склада.
Жилой фонд представлен двухквартирными бараками, требующими капитального ремонта.